# Férule gommeuse
Ferula gummosa
Espèce
Classification phylogénétique
La férule gommeuse (Ferula gummosa) est une espèce de plantes à fleurs de la famille des apiacées, originaire d'Asie centrale et occidentale. Elle est considérée comme la source principale du galbanum, une gomme-résine utilisée en médecine traditionnelle et en parfumerie.

## Description
Cette plante herbacée vivace à longue racine pivotante mesure environ 1 m de haut par 1 m de large. Ses fleurs jaunes en ombelles, hermaphrodites, dégagent une odeur déplaisante et sont pollinisées par les mouches.

## Taxonomie
Le nom scientifique complet (avec auteur) de ce taxon est Ferula gummosa Boiss..
Ferula gummosa a pour synonymes :
- Ferula erubescens Boiss.
- Ferula galbaniflua Boiss. & Buhse
- Ferula persica Sims
- Peucedanum galbanifluum Baill.

## Habitat et aire de répartition
On retrouve la férule gommeuse sur les pentes herbeuses des steppes d'Asie occidentale et centrale, notamment en Iran, en Turquie et au Turkménistan. 
Elle a besoin d'une exposition ensoleillée et requiert peu d'humidité.

## Utilisation
La gomme-résine de cette plante, appelée « galbanum », est utilisée dans la création de parfums et d'encens. On la récolte en exposant le sommet de la racine et en coupant une lamelle. On peut aussi pratiquer des incisions dans la tige. Son odeur est très verte et puissante.
Le galbanum aurait aussi des propriétés antispasmodiques, expectorantes, stimulantes et carminatives. On l'utilisait autrefois comme remède contre les affections respiratoires, les flatulences et les coliques, mais ces usages internes ont été aujourd'hui abandonnés.
L'huile essentielle de galbanum est utilisée en aromathérapie. Elle dégage une odeur verte, épicée et balsamique. Elle entre aussi dans la composition de certains parfums, tel que Vent vert de Balmain ou Carnet de bal d'Eugénie de la Parfumerie impériale.
Le galbanum était un des multiples constituants de la thériaque et du diascordium de la pharmacopée maritime occidentale au XVIIIe siècle.